# Territory 8
Pour plus de détails, voir Fiche technique et Distribution.
Territory 8 , signifiant en anglais « Territoire 8 », est un drame américain diffusé le 1er mai 2013 et réalisé, écrit et produit par Kelly Schwarze. Il met en vedette Heung Wong, Corey Taylor, et Michael O'Neal.

## Synopsis
Dans le nord du Nevada, deux scientifiques rivaux, les Dr Eli Dolton et Tao Xing travaillent à Hawhorn-Wallis à Alco, à quinze kilomètres d'une usine secrète qui fabrique l’agent toxique Blanc.
Dolton essai de trouver un traitement contre l'agent Blanc.
Barry Alderman, le directeur de la compagnie fait passer pour un accident le sabotage de l'usine en y déclenchant une explosion, créant ainsi une pollution mortelle et pouvant expérimenter l'agent Blanc sur l’homme.
L'agent Blanc infecte les nappes d’eau dans un rayon de 13 km, mais ne se transmet pas dans l’air.
Une large partie du Nevada (le territoire 8) est mise en quarantaine par l'armée. Beaucoup d’habitants de la zone sont contaminés en buvant de l’eau.

## Fiche technique
- Cinématographie : Omar Gomez
- Scénario : Kelly Schwarze
- Productrice : Kelly Schwarze
- Musique : Michael A. Tushaus
- Durée : 81 minutes
- Pays :  États-Unis
- Date : 1er mai 2013

## Distribution
- Michael A. Tushaus : Dr Eli Dolton
- Heung Wong : Dr Tao Xing
- John P. Baniqued : Barry Alderman, directeur
- Stu Chaiken : Sean, chef des miliciens
- Justy Hutchins : Beth, civile magasinière
- Colin Ward : Victor, milicien
- Corey Taylor : Elise, fille de Sean
- Michael O'Neal : Cody, milicien
- Will Edwards : Derek, un chercheur
- David F. Silva : Tom
- Chuck Prater : Gilbert, milicien
- Brooke Siffrinn : Beverly Dolton, ma femme de Eli
- Zhong Zhi Lu : Commandant chinois
- Lee Beffort : Doc
- Foster Boom : La femme de Doc